# والتر لیف
والتر لیف (به انگلیسی: Walter Leaf؛ زادهٔ ۲۶ نوامبر ۱۸۵۲ – درگذشتهٔ ۸ مارس ۱۹۲۷) بانکدار، پژوهشگر مطالعات کلاسیک و فراروان‌شناس اهل بریتانیا بود. او نسخه‌ای از ایلیاد هومر را منتشر کرد و به مدت چندین سال مدیر بانک وستمینستر و در نهایت به ریاست آن منصوب شد. او یکی از بنیانگذاران و بعدها رئیس اتاق بازرگانی بین‌المللی بود، و به‌عنوان رئیس انستیتو بانکداران، انجمن هلنی و انجمن کلاسیک خدمت کرد. لیف با شارلوت سیموند، دختر جان ادینگتون سیموند ازدواج کرد. او از حواریون کمبریج بود.